# Psolus griffithsi
Psolus griffithsi is een zeekomkommer uit de familie Psolidae.
De wetenschappelijke naam van de soort werd in 2009 gepubliceerd door A.S. Thandar.